# Becerreá
Becerreá és un municipi de la província de Lugo a Galícia. Pertany a la Comarca dos Ancares.
| 9.153 | 7.864 | 7.015 | 5.091 | 3.424 |
| Fonts: INE i IGE (Els criteris de registre censal variaren i les dades de l'INE i de l'IGE poden no coincidir.) |       |       |       |       |

## Parròquies
| - Agüeira - Armesto - Becerreá - Cadoalla - Cascallá - Cruzul - Ferreirós de Valboa - Fontarón - Furco - Guilfrei - Guillén - Liber - Morcelle | - O Cereixal - Ouselle - Ousón - Pando - Penamaior - Quintá - Sevane - Tortes - Veiga - Vilachá - Vilaiz - Vilamane - Vilouta |

## Història
Hi ha restes arqueològiques de diverses etapes dins del terme municipal de Becerreá. De la prehistòria hi ha la cova dos Penedos (Fraiás, San Pedro). També hi ha moltes restes d'època antiga i de la cultura dels castres, com ara els castros de Castro de Castelo (Castro de Ouro, O Salvador), Castro de Guilfrei (Galgao, San Martiño) i castro de Guillén (Goás, San Pedro).
A la zona hi habitaven el ponle preromà dels zoelas, que tenien la seva capital al poblat d'Ocellum Gallaicorum (suposadament l'actual Ouselle). Per Ouselle hi passava també la via romana que unia Lugo amb Astorga.
El lli dels zoelas tenia fama a Roma, ja que s'usava per a la confecció de peces de roba i per a la cura de llagues i ferides. Si bé ja no es conrea el lli a la zona, han perviscut testimonis arreu de la comarca en forma d'antigues teles i útils utilitzats en la seva elaboració.
A l'edat mitjana (segle ix) es va fundar el monestir de Santa Maria de Penamaior, únic cenobi gallec dependent del monestir francès de Citeaux. D'aquesta època també es conserven sepulcres a Lagoa, San Vicente.
El 1808, durant la Guerra del Francès. els guerrillers locals van aconseguir apoderar-se d'un nombrós arsenal bèl·lic francès a prop del pont de Cruzul.

## Personatges cèlebres
- Antonio Rosón Pérez, advocat i polític (1911-1986).
- Juan José Rosón Pérez, germà de l'anterior, polític i ex-Ministre de l'Interior espanyol (1933-1986).
- Teresa Romero, infermera, primera persona contagiada d'ebola fora de l'Àfrica (1970-).